# Mettage
Mettage (weibl., von frz. mettre = setzen, stellen, legen), deutsch Umbruch, ist ein Begriff aus der Drucktechnik: Fertig gesetzte Artikel und Überschriften werden durch einen Metteur (en pages) zu einem Seitenlayout zusammengefügt. "Mettage" bezeichnet darüber hinaus auch die Räumlichkeit, in der mettiert wird.
Vielfach wurden Metteure (auch „Textmetteure“) als eigenständige Berufsgruppe beschäftigt, besonders in der Zeitungsproduktion. Der Lehrberuf dafür war aber in der Regel „Schriftsetzer“.

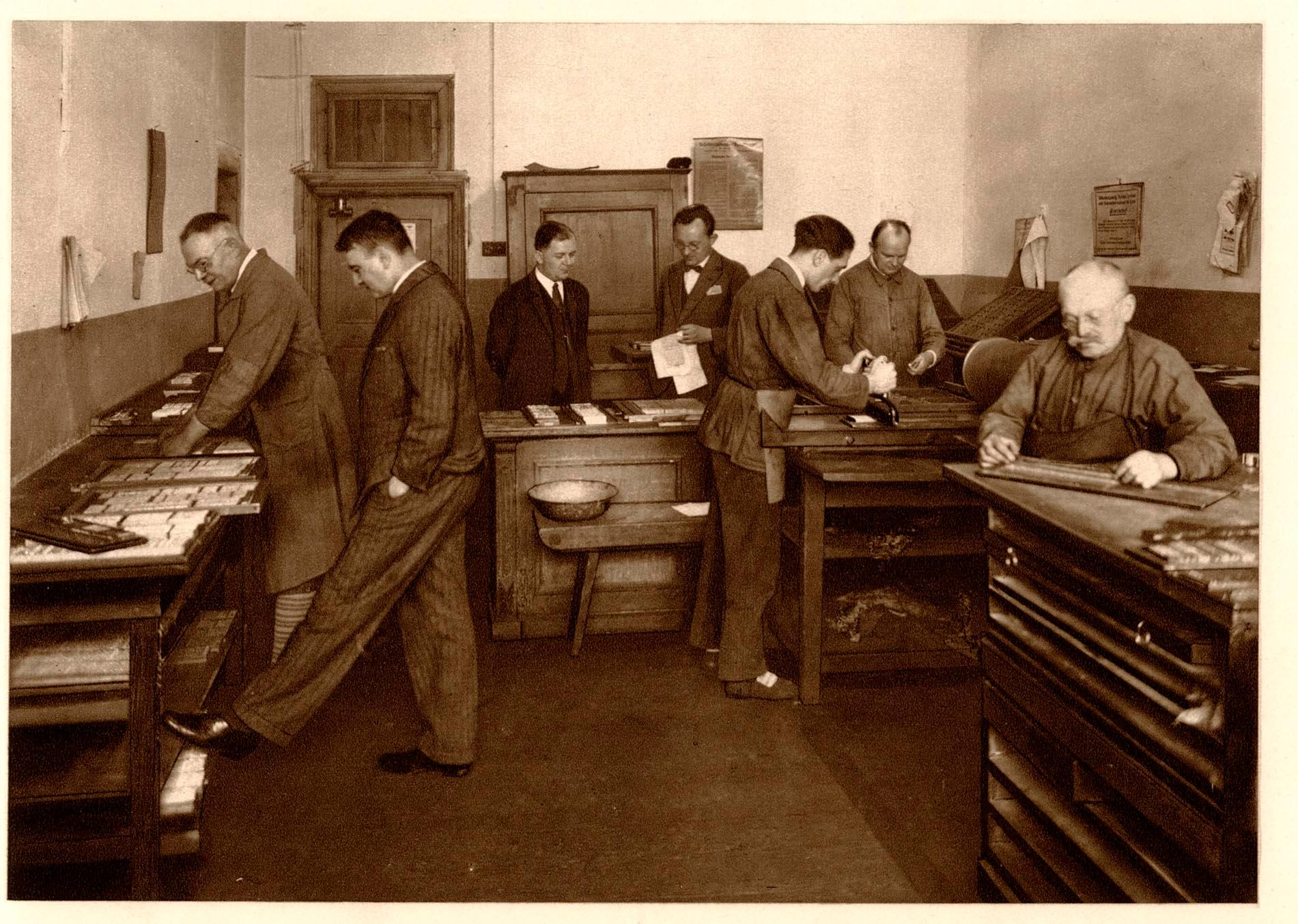
Metteure und Redakteure der Nürnberger Zeitung im Jahr 1929 beim Seitenumbruch

Im Deutschen Schriftsetzer-Jargon wurde der Metteur bis in die 1970er Jahre auch Fertigmacher, Seitenformer, Seitengestalter, Zurichter, Umbruchgestalter oder Umbrecher genannt. Erst spät kam die Bezeichnung Layouter auf. Die zusätzliche Funktion und Qualifikation des Berufsbilds Metteur bestand darin, mehrere Schriftsetzer zu koordinieren, ein Team zu führen und die komplexen Arbeitsabläufe zu organisieren. Daher waren Metteure im Regelfall sehr erfahrene Schriftsetzer, oft Handwerksmeister.
Ein Metteur konnte – beaufsichtigt vom Faktor, dem Leiter der Satztechnik – unter bestimmten Voraussetzungen allein auf Grundlage des von der Redaktion erstellten "Spiegels" den Text- und Bildumbruch ausführen. Der "Spiegel" ist ein Verzeichnis aller Inhalte, ihrer Reihenfolge, Platzierung und Gestaltung. Die völlig selbstständige Mettage war jedoch nicht möglich, wenn das Schema der Stoffanordnung und die Inhalte rasch wechselten und ein hohes Aktualitätsbedürfnis bestand.
Bei einer Tageszeitung arbeiteten Metteure daher stets mit dem für den Umbruch zuständigen Redakteur zusammen, der seinen Arbeitsplatz vorrangig in der Mettage hatte und für Seitengestaltung, letzte Änderungen, Endlektorat und Korrektur der zur Probe gedruckten Korrekturabzüge ("Fahnen") sowie die Freigabe zum Druck verantwortlich war. In größeren Redaktionen von Zeitungen und Zeitschriften sowie in Buch- und Musikverlagen gab es für das Management und die Koordination an der Schnittstelle von Redaktion und Technik die Stelle des Umbruchredakteurs. Diese Funktion wurde manchmal kombiniert mit der Funktion Chef vom Dienst.
Im Zeitalter von Desktop-Publishing (DTP) wird die Mettage am Computer erledigt: Mittels Absatz-, Ganzseiten-, Spalten- bzw. Zeilenumbruch, entweder durch spezielle Steuerzeichen wie „bedingter Trennstrich“, „geschütztes Leerzeichen“ oder „geschützter Bindestrich“, „Umbruchmarke“  u. ä. oder durch „automatische Silbentrennung“ bzw. „automatischen Zeilenumbruch“.